# Sofiane Lamali
Pour les articles homonymes, voir Lamali.
Sofiane Lamali, né le 31 janvier 1974, est un ancien handballeur algérien.

## Palmarès

### avec l'Équipe d'Algérie
Jeux olympiques
- 10e place aux Jeux olympiques de 1996 [1]

Championnats du monde
- 15e au championnat du monde 1999 ( Égypte)
- 13e au championnat du monde 2001 ( France)

Championnats d'Afrique
- Médaille d'argent au championnat d'Afrique 1998 ( Afrique du Sud)
- Médaille d'argent au championnat d'Afrique 2000 ( Algérie)
- Demi-finaliste au championnat d'Afrique 2004 ( Égypte)

Autres
- Médaille d'or aux Jeux africains de 1999
- 3e place au Tournoi de Paris Bercy 2003

## Statistiques en championnat de France
| Saison | Ligue | Equipe | MJ | Tirs R | Tirs T | %    | 7m R | 7m T | %    | Int | P.Déc. | BP | Avert. | 2min | Buts | Eval |
| ------ | ----- | ------ | -- | ------ | ------ | ---- | ---- | ---- | ---- | --- | ------ | -- | ------ | ---- | ---- | ---- |
| 05-06  | LMSL  | Angers | 8  | 9      | 32     | 28,1 | 0    | 0    | 0    | 0   | 0      | 8  | 0      | 0    | 9    | -12  |
| 04-05  | LMSL  | Angers | 14 | 51     | 99     | 51,5 | 1    | 1    | 100  | 4   | 1      | 12 | 1      | 3    | 52   | 88   |
| 03-04  | LMSL  | Angers | 20 | 69     | 137    | 50,4 | 1    | 2    | 50   | 19  | 2      | 37 | 3      | 2    | 70   | 91   |
| 02-03  | LMSL  | Angers | 26 | 71     | 155    | 45,8 | 6    | 13   | 46,2 | 8   | 1      | 38 | 2      | 4    | 77   | 60   |
| 01-02  | LMSL  | Angers | 24 | 75     | 168    | 44,6 | 10   | 14   | 71,4 | 15  | 0      | 30 | 3      | 5    | 85   | 110  |
| 00-01  | LMSL  | Angers | 22 | 81     | 168    | 48,2 | 7    | 7    | 100  | 21  | 0      | 25 | 2      | 6    | 88   | 157  |
| Total  |       |        |    |        |        |      |      |      |      |     |        |    |        |      |      |      |